# SEP (sjukvård)
SEP (förkortning av Sensory Evoked Potential). SEP studerar känselinflödet från valda perifera nerver till hjärnan. Man stimulerar perifera nerver med svaga elektriska stötar som skickas vidare av inåtledande nervtrådar upp till den del av hjärnbarken som tar emot känselintryck och registrerar hjärnbarksvaret med hjälp av ytelektroder som fästs på skallen.
SEP används för nivådiagnostik av perifera nerv- och rotskador. Om det registrerade svaret är fördröjt kan man på så sätt lokalisera skadan.
SEP används också som övervakning av ryggmärgens funktion i samband med vissa operationer.